# Ottoncourt
Ottoncourt, ou plus rarement Attincourt, en néerlandais Attenhoven, en wallon otoncoûest une section de la ville belge de Landen située en Région flamande dans la province du Brabant flamand. C'était une commune à part entière avant la fusion des communes de 1977.

## Toponymie
- 1189 Ottonis curtem,
- 1262 attenhouen (lire: Attenhoven).

Le nom du village vient du germains Ottan hofum ou du  latin Otton curtis, signifiant tous les deux, la ferme d'Otton. C'est du nom latin que provient le nom francophone Ottoncourt,.

## Évolution démographique
- Sources : INS, Rem. : 1831 jusqu'en 1970 = recensements, 1976 = nombre d'habitants au 31 décembre.
- 1970: Neerlanden inclus

## Histoire
Lors de l'indépendance de la Belgique, le géographe Philippe Vandermaelen comptait dans ce village 165 maisons, une église, trois brasseries et une école pour un total de 685 habitants, à la fois des francophones et des néerlandophones.

## Sites touristiques
- L'église Saint-Pierre d'Ottoncourt
- La ferme Saint-Pierre d'Ottoncourt
- De Beemden (Landen) (nl)

## Demographie
- Sources : NIS; de 1806 à 1970=recensements; 1976=nombre d'habitants au 31 décembre
- 1971: annexion de Neerlanden (362 habitants)